# Grabplatten der Kaisersteinbrucher Kirche

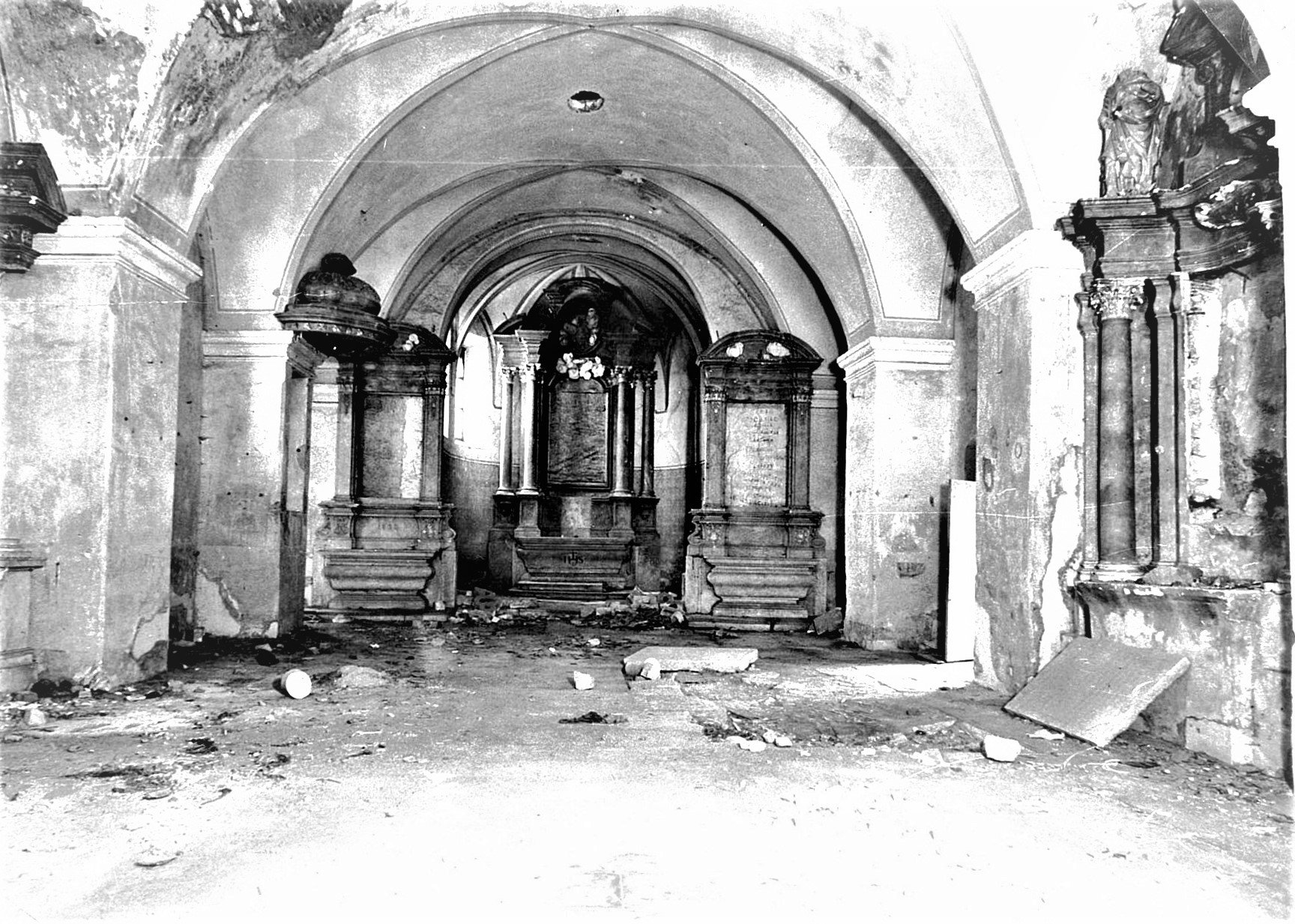
Die zerstörte Kaisersteinbrucher Kirche nach 1945, Grabplatten bedeckten den Boden, einige herausgerissen

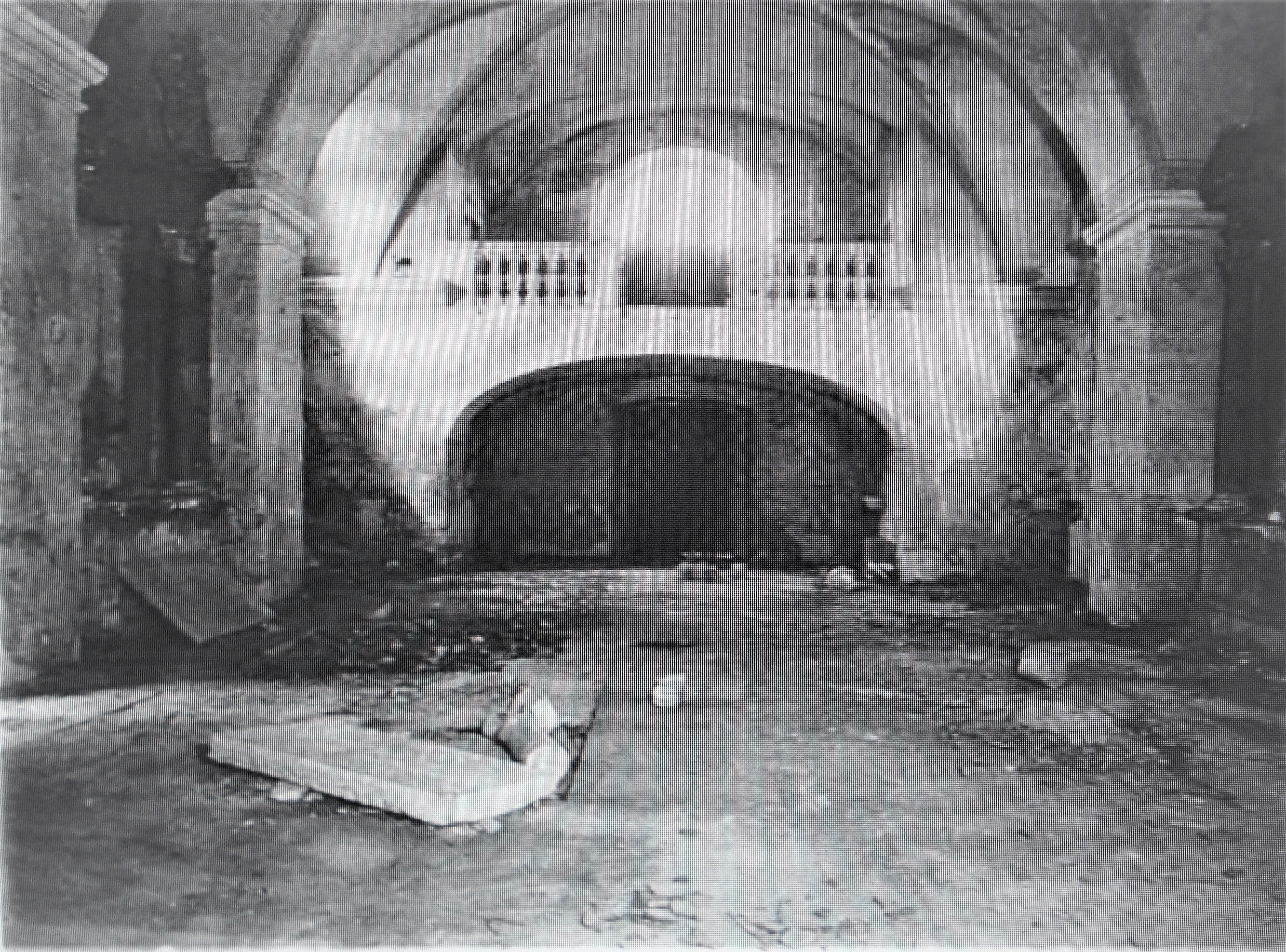
Empore und Seitenaltäre, die Steinplatten als Kirchenboden

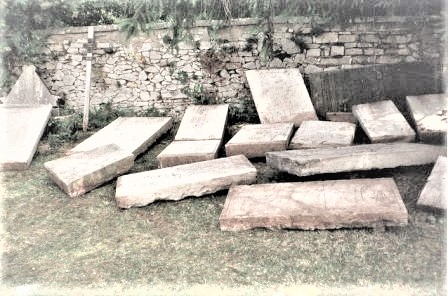
Juli 1990 wurden die Platten „wiedergefunden“

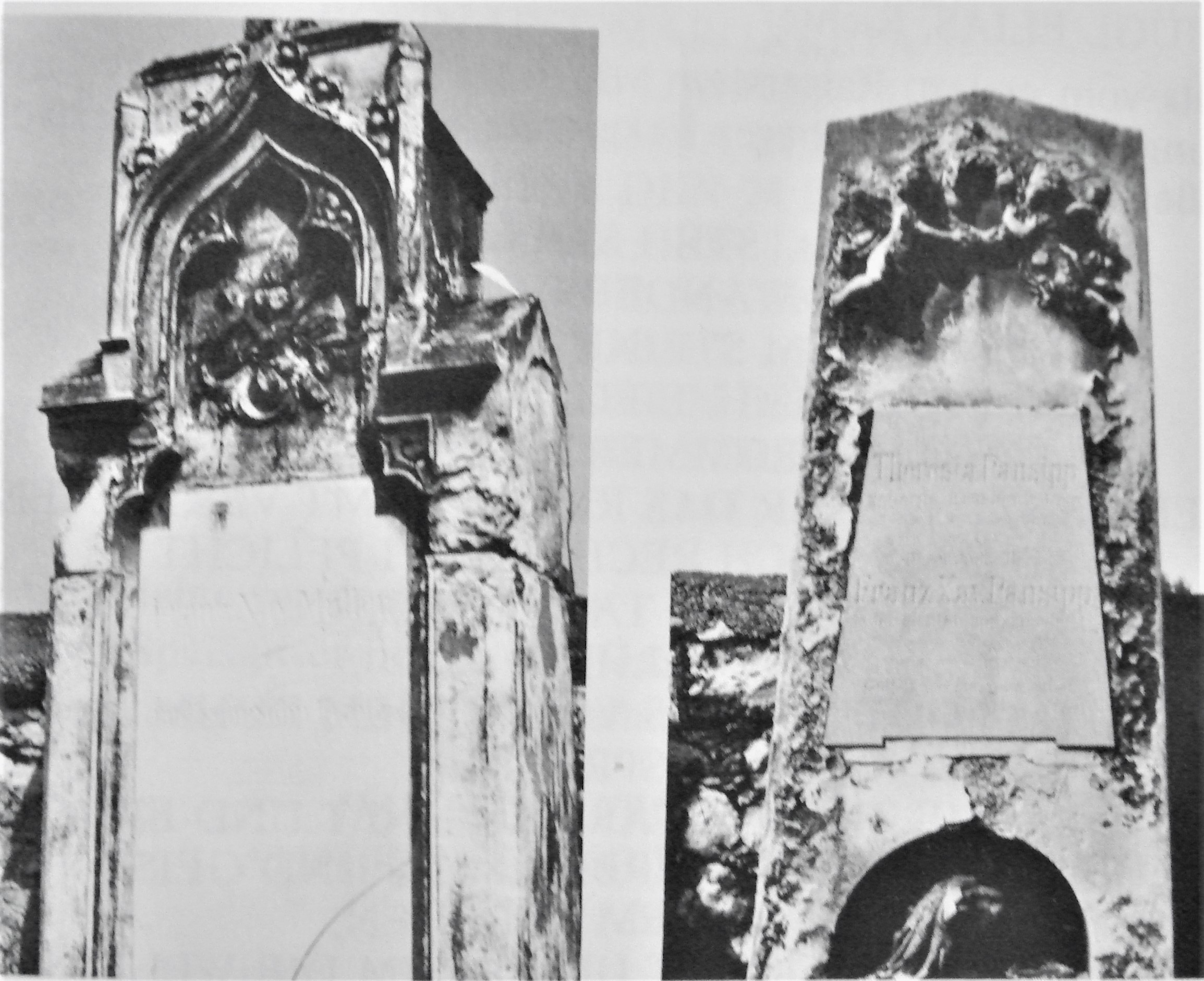
Grabsteine 19. Jh. historische Aufnahmen

Die Grabplatten der Kaisersteinbrucher Kirche stellen eine Besonderheit dar. Im Allgemeinen war es früher üblich, dass höchstens der Ortspfarrer und einige Hochgestellte und Guttäter der Kirche im Ort in einer Kirchengruft beigesetzt werden durften. In Kaisersteinbruch war das sichtlich anders, da wurden vor allem Handwerker, Steinmetzmeister, in der Kirche beigesetzt. Und zwar deshalb, weil sie diese Kirche selbst erbaut und teilweise auch finanziert hatten. In der Zeit nach den Epitaphien begrub man auch hier Handwerker auf dem Friedhof rund um die Kirche.
- Kriegsgefangenenlager Kaisersteinbruch#Vollständige Räumung der Kirche

## Geschichte der Grabplatten
Aus dem harten, weißen Stein wurden Epitaphe in den Kirchenboden verlegt. Beginnend mit 1620 gestalteten die Steinmetzmeister für sich selbst, ihre Ehefrauen und Kinder, für einige Pfarrherrn und einen besonderen Gesellen Grabdenkmäler in der Kirche.

### Ruffini
- Justina Ruffini, † 1620, das einzige Kind der Margaretha (Privatbesitz)
- Margaretha Ruffinin, † 1636, 1. Ehefrau des Andre Ruffini. Nach der Geburt ihrer Tochter wurde sie zur Stifterin der künftigen Kirche. Die Platte ist zerbrochen, die untere Hälfte im ehem. Pfarrhof-Garten gefunden.
- Susanne Hardnerin, † 1637, Ehefrau des Hans Hardner, eine Nachbarin.
- Andre Ruffini, † 1648, (Privatbesitz). Er beauftragte den Maurermeister mit den Bauarbeiten zur Kirche.

### Regondi
- Hofsteinmetzmeister Hans Georg Regondi, † 1681, Arkadengang.
- Ambrosius Regondi, † 1681, im ehem. Pfarrhof-Garten, seit 2007 Haus Kaisersteinbruch des MuKV gefunden.
- Angela Regondi, Richterin, Witwe nach Ambrosius Regondi † 1699, Arkadengang.
- Sebastian Regondi, Sohn des Ambrosius und der Angela Regondin, † 1717, Arkadengang.
- Anna Christina Winklerin, Witwe des Sebastian Regondi, Ehefrau des Joseph Winkler

### Ferrethi
- Hofsteinmetzmeister Ambrosius Ferrethi, † 1696 (Privatbesitz)
- Catharina Hareslebin, Richterin, Witwe des Ambrosius Ferrethi, heiratete Johann Georg Haresleben, † 1707. Arkadengang.
- Johann Georg Haresleben; † 1716, Nur die Ecke rechts-unten mit der Jahreszahl 1716 ist erhalten, damit eindeutig zu bestimmen.
- Giovanni Battista Passerini, Tochter Anastasia Ferrethin heiratete Passerini, † 1710 (Privatbesitz)
- Martin Trumler, † 1705, Tochter Maria Elisabetha Ferrethin heiratete Martin Trumler. Neben dem Arkadengang.

### Hügel
- Maria Elisabetha Hügelin[4], geborene Ferrethin, Witwe Trumlerin, erste Ehefrau von Elias Hügel, † 1728
- Maria Elisabetha Hügelin, Tochter von Elias Hügel, † 1733
- Franz Daniel Hügel, Sohn von Elias Hügel, † 1735
- Simon Sasslaber, † 1740 (Privatbesitz)
- Joseph Elias Hügel, Sohn, † 1743
- Hofsteinmetzmeister Elias Hügel, † 1755

### Pery
- Catharina Perin, Ehefrau des Antonius Pery, geb. Retacco † 1681[5]
- Reichardt Fux, Fux heiratete Catharina Perin, Tochter von Antonius Pery und Ehefrau Anna Catharina, † 1699 (Privatbesitz)
- Johann Paul Schilck, Catharina heiratete in 2. Ehe † 1745 (Privatbesitz)

### Verwalter und Pfarrherrn
- Pater Theobald Hug, Pfarrherr † 1682
- Pater Maurus Therer, Verwalter in Königshof; † 1689
- Pater Edmund Fraisamb, Verwalter in Königshof; † 1722
- Sebastian Siebenbürger, Kastner in Königshof, † 1736
- Pater Gerhard Hauer[6], Pfarrherr † 1766

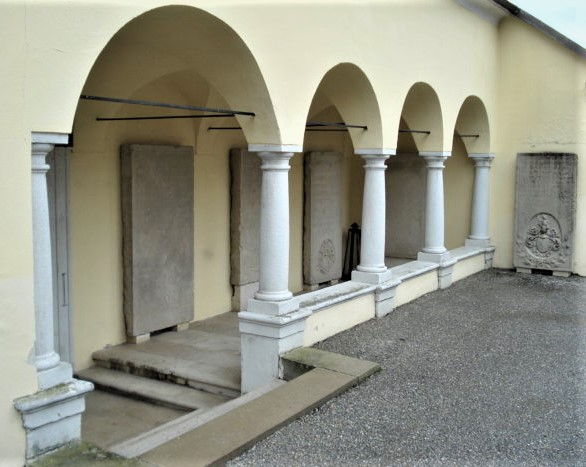
Arkaden mit den Grabplatten der Familie Regondi
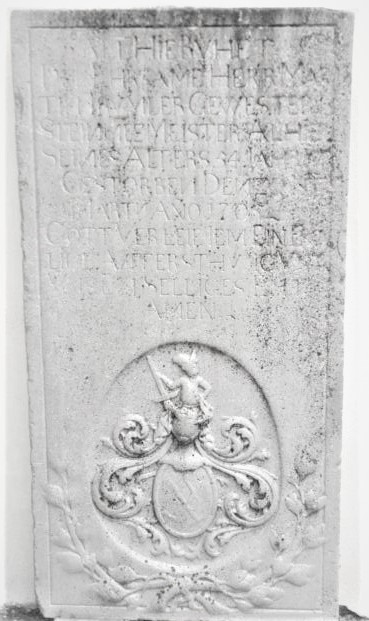
Rechts Martin Trumler
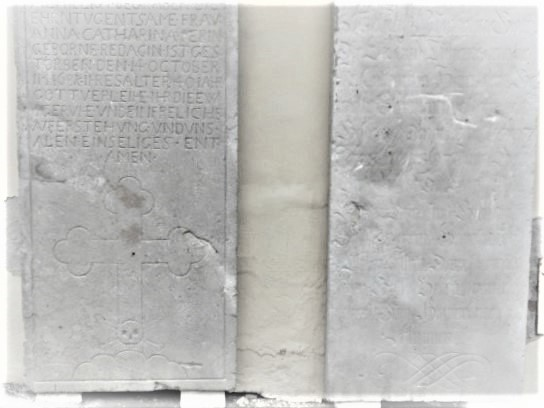
Anna Catharina Perin und Catharina Hareslebin Sakristei außen
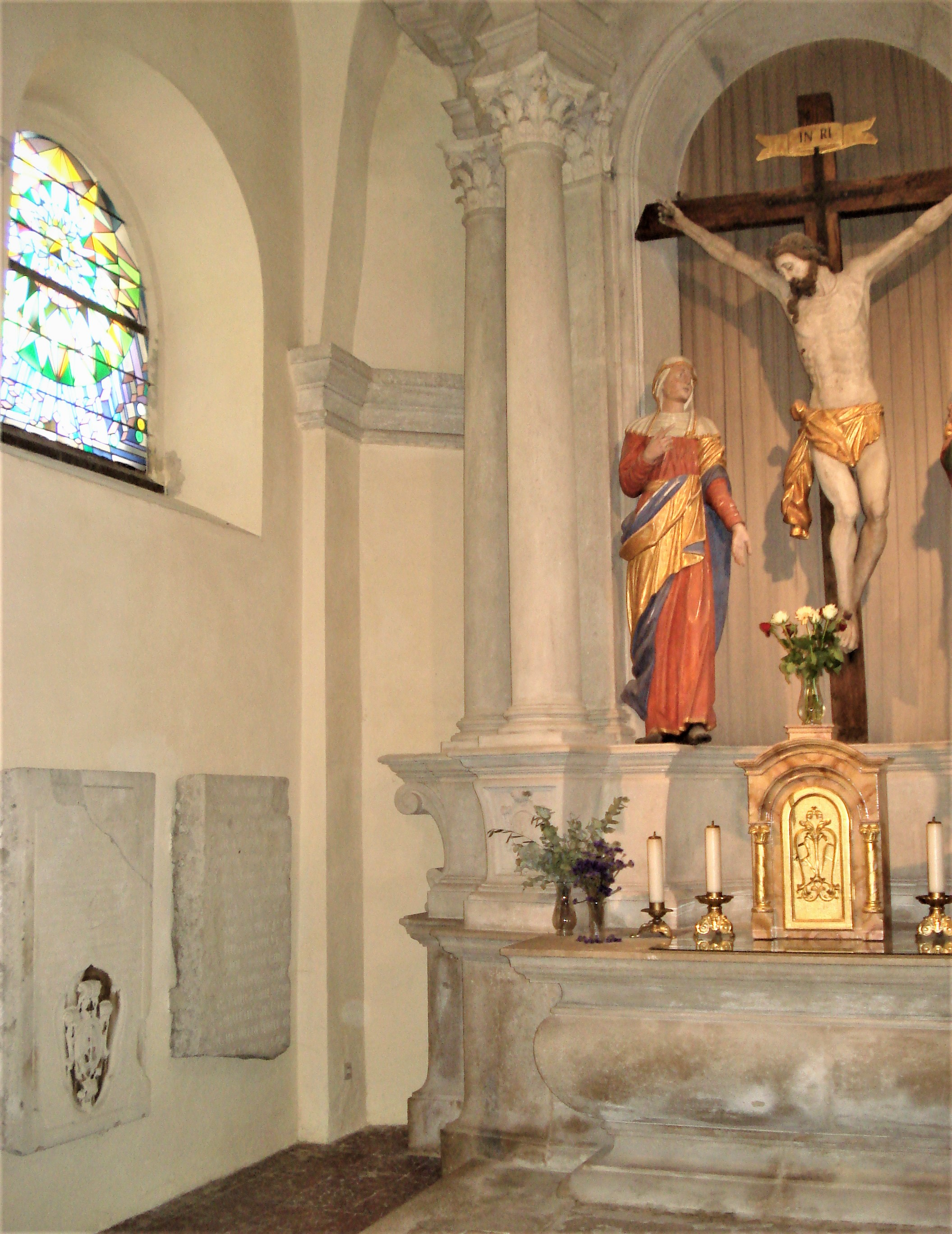
Seitenkapelle 5 Platten Fam. Hügel
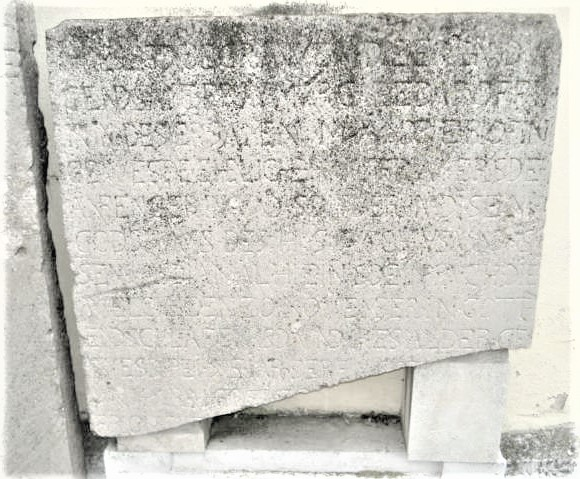
Margaretha Ruffinin Seitenkapelle außen
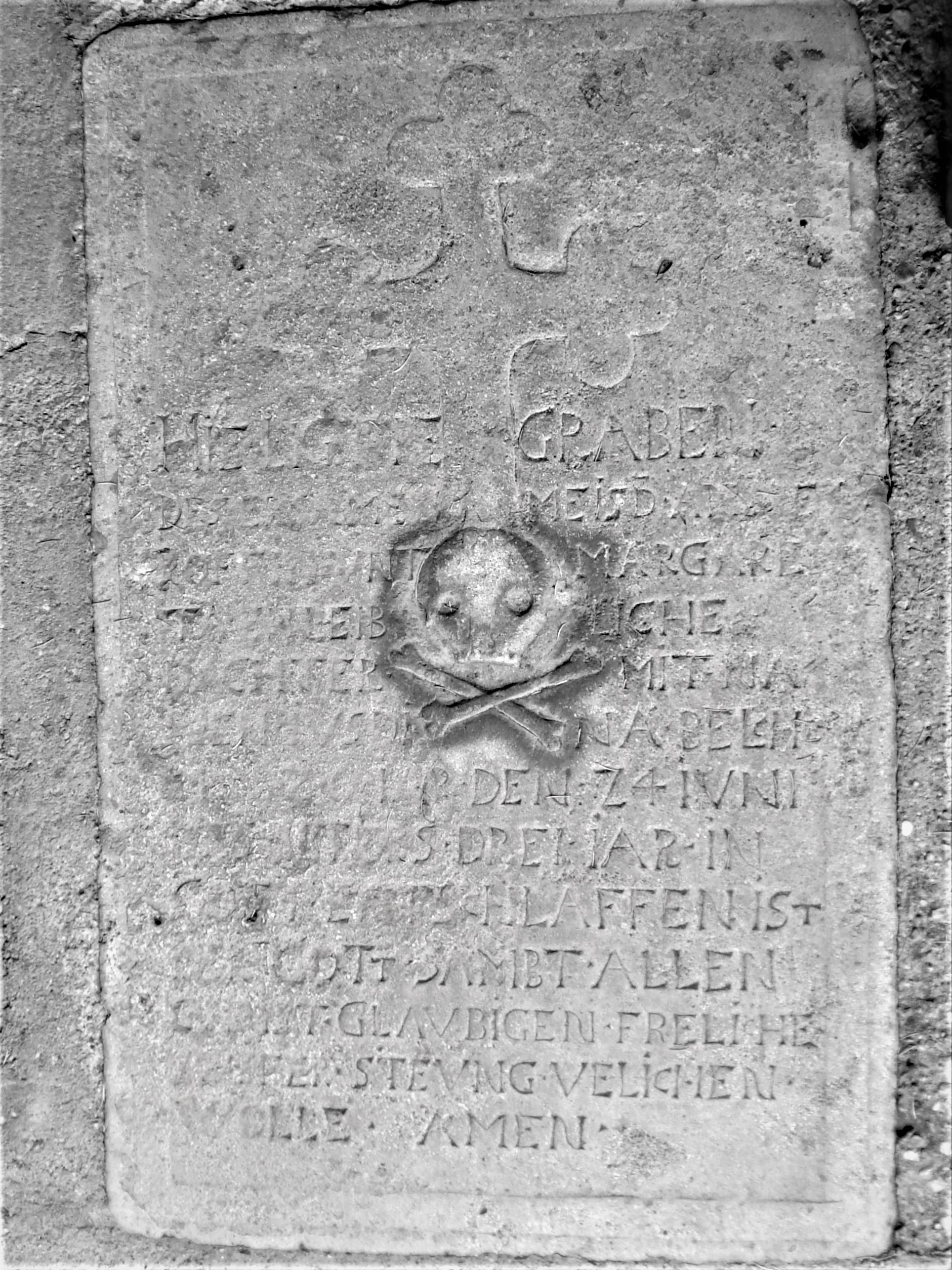
Ruffini Justina

### Geselle
- Geselle Felix Freywiller, mit dem Text: hat dem Kaiser 30 Jahr gedient † 1726. Die Platte war in der alten Schule, im Bereich des Steinmetzmuseums. Jetzt im ehem. Pfarrhof-Garten.